# Route nationale 20 (Madagaskar)
Die Route nationale 20 (RN 20) ist eine 39 km lange, nicht befestigte Nationalstraße in der Region Atsinanana im Osten von Madagaskar. Sie zweigt südlich von Tsarasambo von der RN 11a ab und führt in westlicher Richtung nach Antanambao Manampotsy.